# 1348 Michel
1348 Michel este un asteroid din centura principală, descoperit pe 23 martie 1933, de Sylvain Arend.